# PDShP
PDShP (პდშპ) là loại súng bắn tỉa công phá do đơn vị nghiên cứu STC DELTA thuộc quân đội Gruzia phát triển và chế tạo bởi công ty JSC Tbilaviamsheni. Nó được thiết kế để tiêu diệt và làm giảm quân số đối phương cũng như tấn công các phương tiện được bọc giáp nhẹ.

## Thiết kế
PDShP sử dụng thiết kế bullpup với cơ chế nạp đạn bằng độ giật hộp đạn 5 viên. Súng có chân chống chữ V và báng súng cố định để giúp việc sử dụng dễ dàng hơn. Đầu nòng súng có bộ phận chóng giật để giảm độ giật của súng khi bắn loại đạn 12,7×108 mm tiêu chuẩn của Liên Xô. Thân súng có thanh răng để gắn các loại ống nhắm khác nhau.

## Biến thể
- PDShP-1: Mẫu tiêu chuẩn.
- PDShP-2: Mẫu bắn phát một dùng khóa nòng trượt.